# Palazzi in Tirano

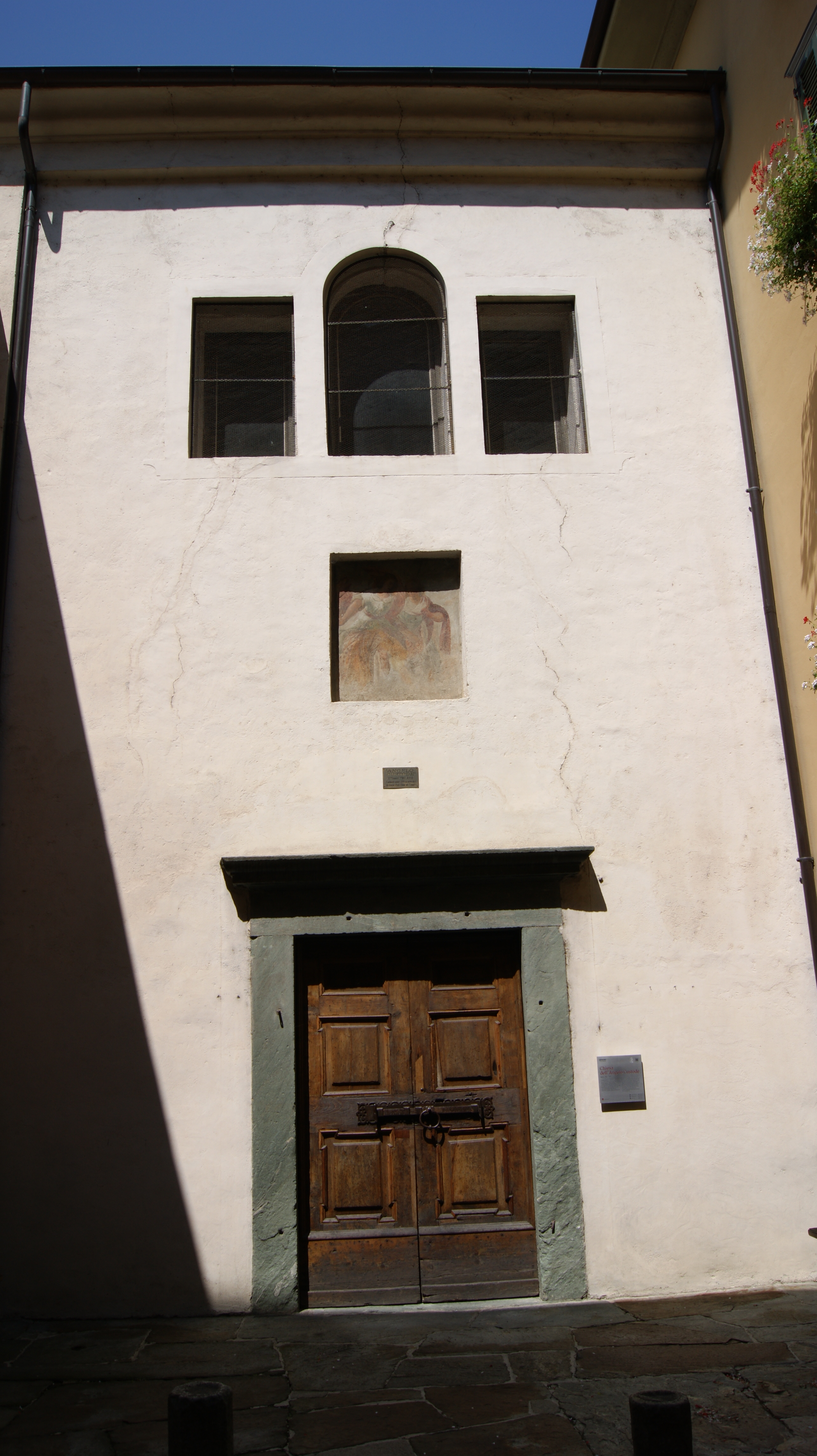
Die Chiesa dell'Angelo Custode (Schutzengelkirche) ist ein Teil des Palazzo Visconti Venosta

Palazzi in Tirano (ital. Singular: Palazzo), in der italienischen Provinz Sondrio, Region Lombardei, sind vor allem während der Bündner Herrschaft (1512–1620 und 1639–1798) erbaute, mehr oder weniger palastartige weltliche Wohn- und Repräsentationsbauten. Der Großteil der Palazzi steht in der historischen Altstadt von Tirano, wenige jenseits der Adda in der Vorstadt. Ursprünglich befand sich hier, an der rechten Seite der Adda der alte Siedlungskern von Tirano, der jedoch nach einem Erdrutsch im Mittelalter weitgehend auf die linke Seite der Adda, die heutige Altstadt verlegt wurde, weswegen der Großteil der erhaltenen Palazzo linksseitig der Adda zu finden sind.
Mehrere dieser Palazzo trugen zuerst den Namen Palazzo Venosta, benannt nach Mitgliedern der Familie Venosta, die diese baute bzw. in diesen lebte und in der Region zahlreich vertreten war. Zur Unterscheidung dieser gleichnamigen Palazzo wird teilweise der Name der Familie angefügt, die später darin lebte (z. B.: Palazzo Venosta-Andres ora Giacomoni oder Palazzo Venosta ora Mazza oder Palazzo Venosta ora Quadrio Curzio). Teilweise erfolgt dies auch bei anderen Palazzo in Tirano (z. B.: Palazzo Omodei ora Pradella-Noli).
Viele dieser Palazzi sind öffentlich zugänglich, es befinden sich darin heute Museen, Ausstellungshallen, Hotels oder Lokale, Galerien, öffentliche Einrichtungen etc. oder werden zumindest Führungen durch einige Räume angeboten.
Die Palazzi sind in weiterer Folge nach den Anfangsbuchstaben des gängigen italienischen Namens gereiht, nicht nach der Lage in Tirano oder der zeitlichen Entstehung.

## Palazzo Andres

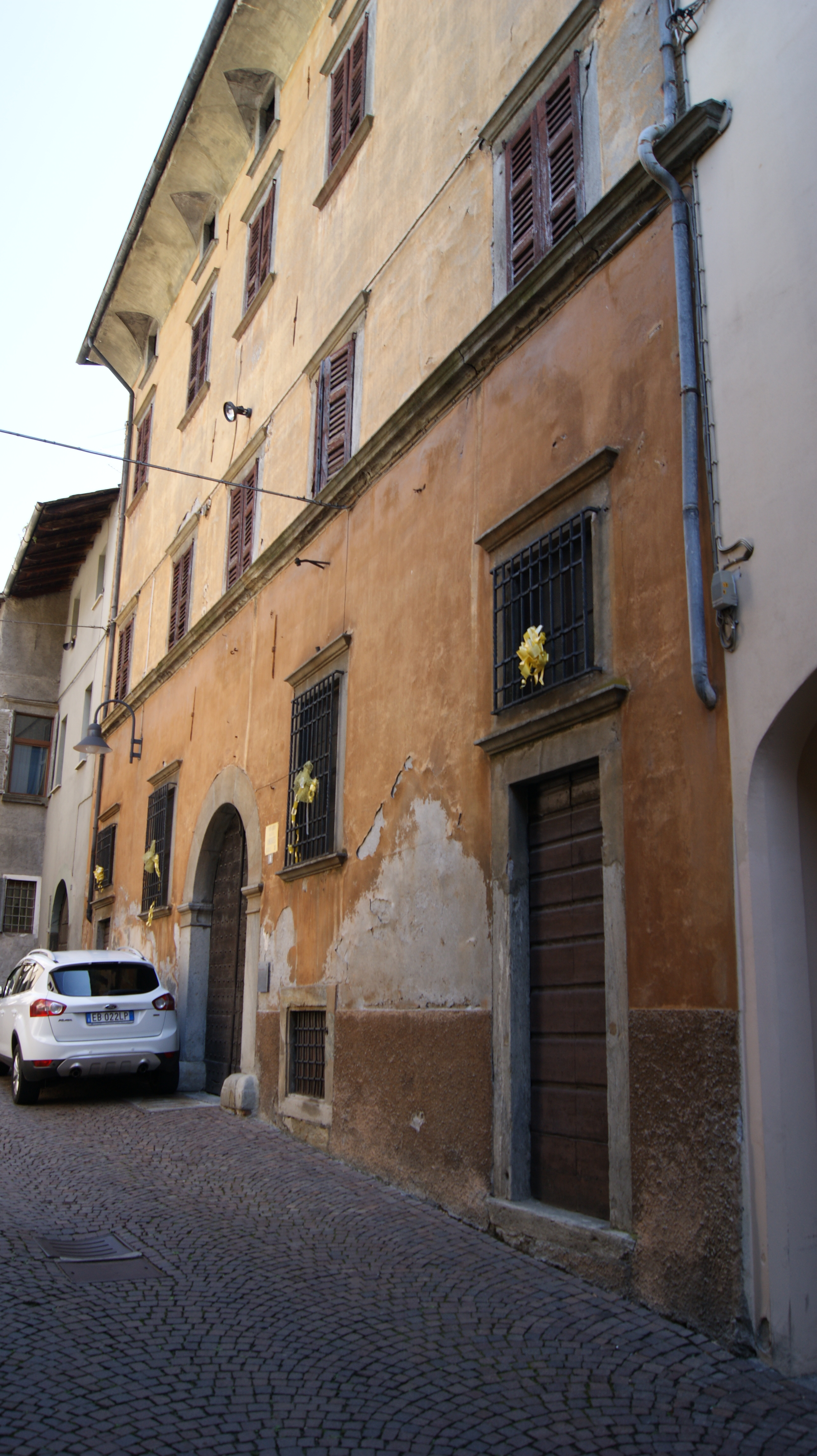
Palazzo Andres

Der Palazzo Andres (auch: Palazzo Venosta-Andres ora Giacomoni) steht in der Via Visconti Venosta, hat die Hausnummer 6 und steht neben dem Palazzo Buttafava, schräg vis-à-vis steht der Palazzo Visconti Venosta und die Venosta-Kapelle: Chiesa dell'Angelo Custode (Schutzengelkirche). In der Nähe sind die Überreste des Porta Bormina. In der Via Visconti Venosta stehen insgesamt fünf der historischen Palazzo von Tirano und damit weist diese Straße die größte Palazzi-Dichte in Tirano auf und es zeigt sich damit auch die historische Bedeutung dieser Straße.
Der Palazzo gehörte ursprünglich der Venosta Familie und stammt aus der Zeit des 16. Jahrhunderts. Das Gebäude hat seine ursprüngliche Struktur weitgehend erhalten und ist von außen in einem schlechten Zustand. In den Spitzbögen der Fenster unter dem Dach finden sich aufgemalte Gesichter, bei denen wahrscheinlich einige der ursprünglichen Besitzer Modell standen.
Im Gebäude sind Fresken aus dem 16. Jahrhundert mit verschiedenen Wappen und Dekorationen zu sehen. In den Jahren 1625–1626 wohnten im Palazzo François-Annibal d’Estrées (Marquis de Coeuvres) und 1635 Henri II. de Rohan als Gäste des Besitzers während der Bündner Wirren im Veltlin.

## Palazzo Buttafava

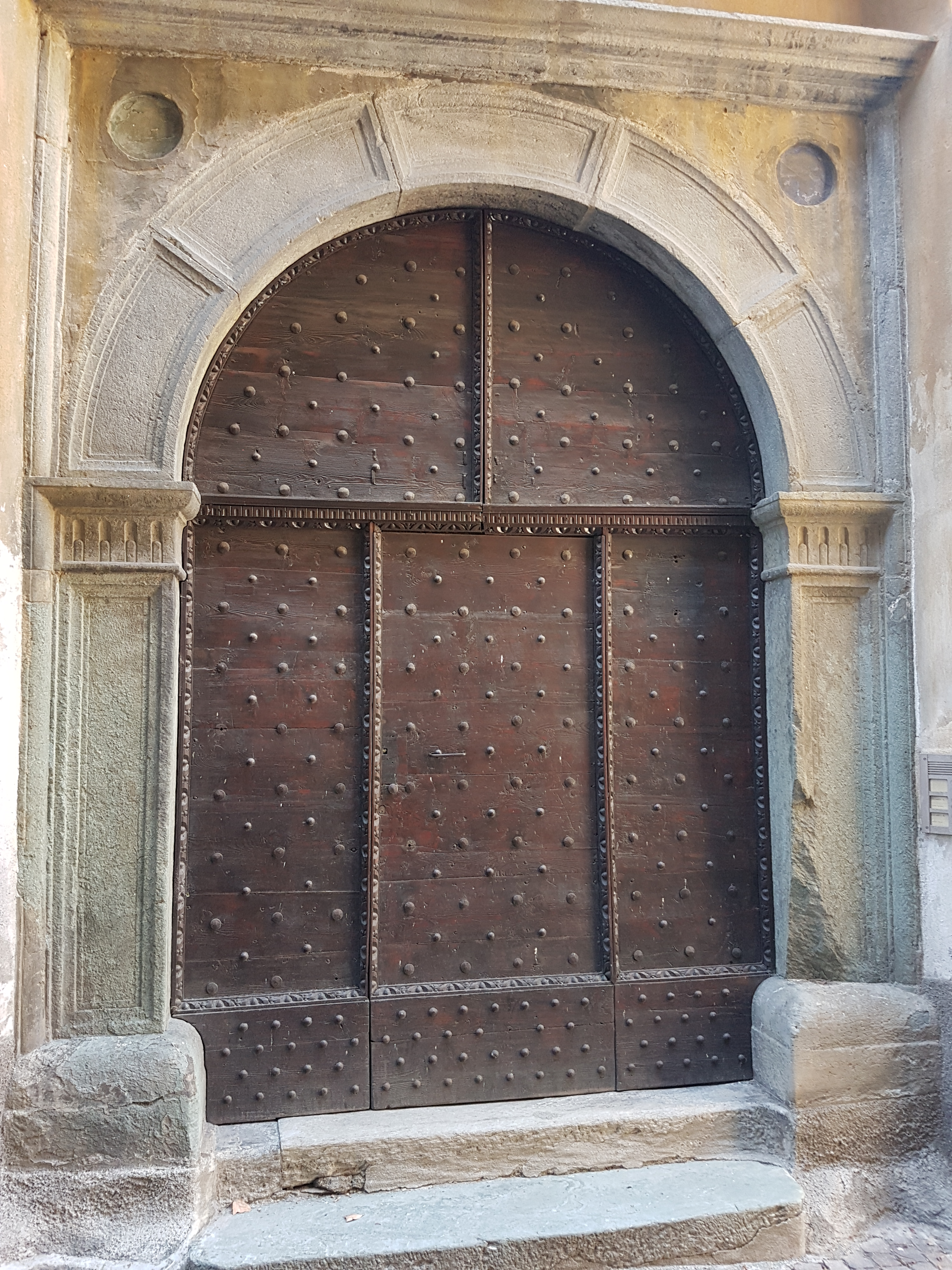
Türe des Palazzo Buttafava

Der Palazzo Buttafava befindet sich in der Via Visconti Venosta zwischen dem Palazzo Anders und dem Palazzo Omodei (Pradella-Noli ). Schräg vis-à-vis steht der Palazzo Visconti Venosta und die Venosta-Kapelle: Chiesa dell'Angelo Custode.
Der Palazzo gehört ursprünglich der Venosta Familie und stammt aus der Zeit der Renaissance, der Zeit des Umbruchs vom Mittelalter zur Neuzeit im 15. und 16. Jahrhundert. Das Gebäude wurde später an die Familie Negri und dann an die Familie Buttafava weitergegeben. Am Gebäude wurden zahlreiche Änderungen vorgenommen. Auffallend sind die zwei großen Portale. Im Gebäude finden sich bemerkenswerte Geländer, ein Atrium mit Graffito-Dekorationen, eine breite Treppe und ein großer Hängegarten.

## Palazzo D’Oro Lambertenghi
Der Palazzo Lazzaroni ora d’Oro Lambertenghi befindet sich in der Via Ligari, neben dem Plazzo Mazza. Um die Ecke, in der Via Salis/an der Piazza Salis, befindet sich der Palazzo Salis.
Der Palazzo stammt aus der Zeit der Renaissance (15. und 16. Jahrhundert) und wurde von der Familie Lazzaroni erbaut und später erweitert. Er wurde ursprünglich als leichter zu verteidigendes „Turm-Haus“ angelegt und erhielt später zwei Flügel angebaut. Die vierte Seite wurde später durch eine hohe Steinmauer mit einem Zugang durch eine dicke Holztür geschlossen, die durch ein Geländer mit einem eleganten Schmiedetor (Anfang des 18. Jahrhunderts) ersetzt wurde. Das Gebäude wechselte mehrmals den Eigentümer, bis es 1881 vom Notar Giuseppe Lambertenghi erworben wurde.
Heute ist das Gebäude ein Museumshaus, das Einrichtungsgegenstände der Lambertenghi-Familie und Exponate aus der Umgebung enthält, das nach Absprache besichtigt werden kann (zwei Etagen). Es befindet sich darin auch eine Bed-and-Breakfast-Unterkunft. Es soll sich um das einzige italienische Museum handeln, das der Öffentlichkeit zugänglich ist, aber auch von den Eigentümern noch bewohnt wird.

## Palazzo Foppoli
Der Palazzo Foppoli (auch: Palazzo Quadrio-Foppoli) in der Via Maurizio Quadrio 4 liegt außerhalb des historischen Stadtkerns von Tirano in der Vorstadt auf der gegenüberliegenden Seite der Adda, vis-à-vis des Porta Poschiavina.
Der Palazzo stammt aus der Zeit des 16. Jahrhunderts und wurde von Ludovico Quadrio, einem Rechtsanwalt und ursprünglich aus Grosio, erbaut. 1674 wurde es an die Familie Marchesi verkauft. Die Familie verkaufte das Gebäude und zwei weitere an das Heiligtum der Madonna di Tirano. Um 1760 war darin eine Taverne untergebracht, bis es die Familie Foppoli erwarb und sodann Bernardino Mazza. Dessen Sohn, Mario Camillo Mazza, übergaben es am 8. Februar 1971 der Gemeinde Tirano, die es zu einem Ausstellungshaus umbauen ließ.
Das Gebäude weist ein sehr charakteristisches Rundsteinportal auf, einen Innenhof mit umlaufendem Balkon und einen Saal im Erdgeschoss mit imposantem Kamin (im Sala del Camino). Über dem Portal befindet sich ein Gemälde, das die Szene der Erscheinung der Heiligen Jungfrau dem Mario Omodei darstellt (siehe: Basilika Madonna di Triano). Der Eingang zur ehemals hier befindlichen Taverne ist noch an der Seite des Hauptportals sichtbar. Am 10. Juni 2006 wurde eine Gedenktafel zum Gedenken an Bernardino Mazza, Magdalene und Cosimina Foppoli enthüllt.

## Palazzo Marinoni

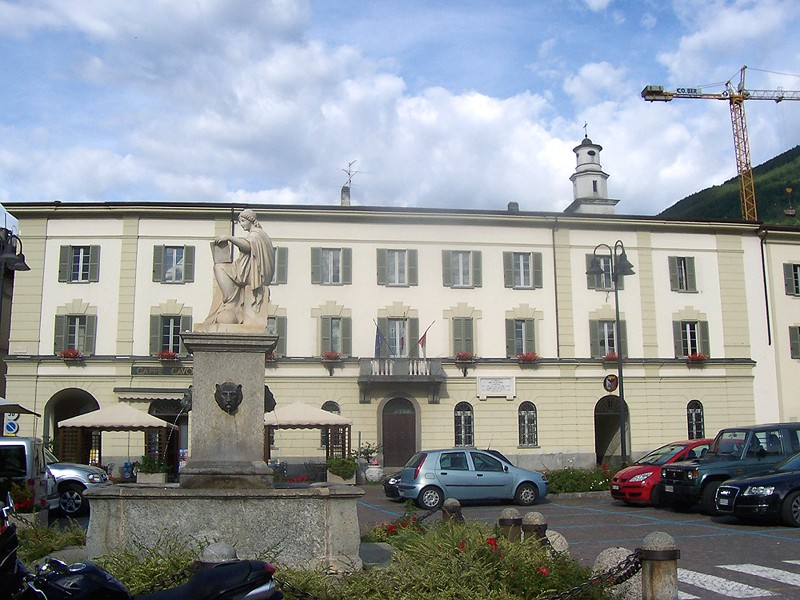
Palazzo Marinoni, heute ein Teil des Gemeindeamtes von Tirano

Der Palazzo Marinoni in der Largo Pretorio 2 befindet sich im Zentrum der historischen Altstadt von Tirano. Ursprünglich als Kloster der Augustiner gebaut, die vom 15. bis 17. Jahrhundert in Tirano anwesend waren, und baulich mit der Kirche Sant’Agostino verbunden, wurde es nach Auflösung des Ordens privatisiert und beherbergt seit 1812 einen Teil des Gemeindeamts der Stadt Tirano.
Der weitläufige Palazzo mit seiner trapezförmigen Grundstruktur stammt aus dem 15. Jahrhundert und es fanden immer wieder Umbauten statt.

## Palazzo Mazza
Der Plazzo Mazza (auch: Palazzo Venosta ora Mazza oder auch Palazzo Mazza Venosta) befindet sich in der Via Ligari (Nr. 5), neben dem Palazzo Lazzaroni ora d’Oro Lambertenghi und in der historischen Altstadt von Tirano.
Der Palazzo stammt aus der Zeit des 16. Jahrhunderts und wurde von der Familie Venosta errichtet, später an die Familie Quadrio verkauft und 1853 an die Familie Mazza. Die derzeitige Grundstruktur des Gebäudes stammt wahrscheinlich aus der zweiten Hälfte des 16. Jahrhunderts. Im Gebäude befinden sich mehrere Säle, ein Innenhof und Garten. Bemerkenswert ist das holzgetäfelte Wohnzimmer aus dem 17. Jahrhundert im Erdgeschoss mit Karyatiden und Atlanten, die in das Holz geschnitzt sind.

## Palazzo Merici
Der Palazzo Merici befindet sich in der Viale Italia (Strada statale 38) in Tirano.
Das Gebäude in der italienische Variante des Jugendstils (Liberty-Stil) wurde 1902 von Ugo Girolamo, dem Architekten von Merizzi Zanchetta, einem Studenten von Brera, errichtet. Es ist im venezianischen Gotikstil gehalten und mit örtlichem Stil ergänzt.

## Palazzo Merizzi
Der Palazzo Merizzi befindet sich in der Via Torelli (32), Ecke Via XX Settembre/Via Salis. In der Nähe steht der Palazzo Omodei (Pradella-Noli) in der historischen Altstadt von Tirano. Etwa fünfzig Meter ist der Palazzo Venosta - Quadrio Curzio entfernt.
Das Gebäude geht auf seine ursprüngliche Grundstruktur auf das 16. Jahrhundert zurück und wurde im 17. bzw. 18. Jahrhundert durch die Familie Merizzi renoviert. Die Fassade ist durch zwei große einfache Steinportale mit Rundbögen gekennzeichnet, von denen eines in den viereckigen Ehrenhof führt, der fast vollständig im 18. Jahrhundert entstanden ist. Dieser hat einen quadratischen Grundriss und ist an von Säulen und Pfeilern geprägt. Die Fenster sind mit Stuckverzierungen umrahmt. Im Hof befinden sich Veranden und Loggien mit den Wappen der mit Merizzi verheirateten Frauen. Die vier Wappen stammen: von der Merizzi-Familie, von Maria Venosta di Tirano, Caterina Grana und Anna Maria Lucini.
Im Inneren verfügt das Gebäude unter anderem über drei Säle, die mit geschnitzten Holzplatten und Dekorationen im Stil Louis-quatorze bemalt sind. Einige Räume des Palastes wurden von Malern aus Malcantone (Tessin) bemalt. Im Palazzo befindet sich auch das Archiv der Familie Merizzi mit Dokumenten von 1510 bis 1800 und 150 mittelalterliche Pergamente und die alten Stammbäume der Tiroler Familien von Wolkenstein und Schlanders.
Die Hälfte des Gebäudes steht im Eigentum der Merizzi-Familie, die andere Hälfte gehört der mit ihnen verwandten Familie Chiesa-Sena und Scalcini.
In Zusammenarbeit mit der Stadt Tirano wird der Innenhof für Konzerte, Ausstellungen und andere Veranstaltungen genutzt.

## Palazzo Omodei (Pradella-Noli )

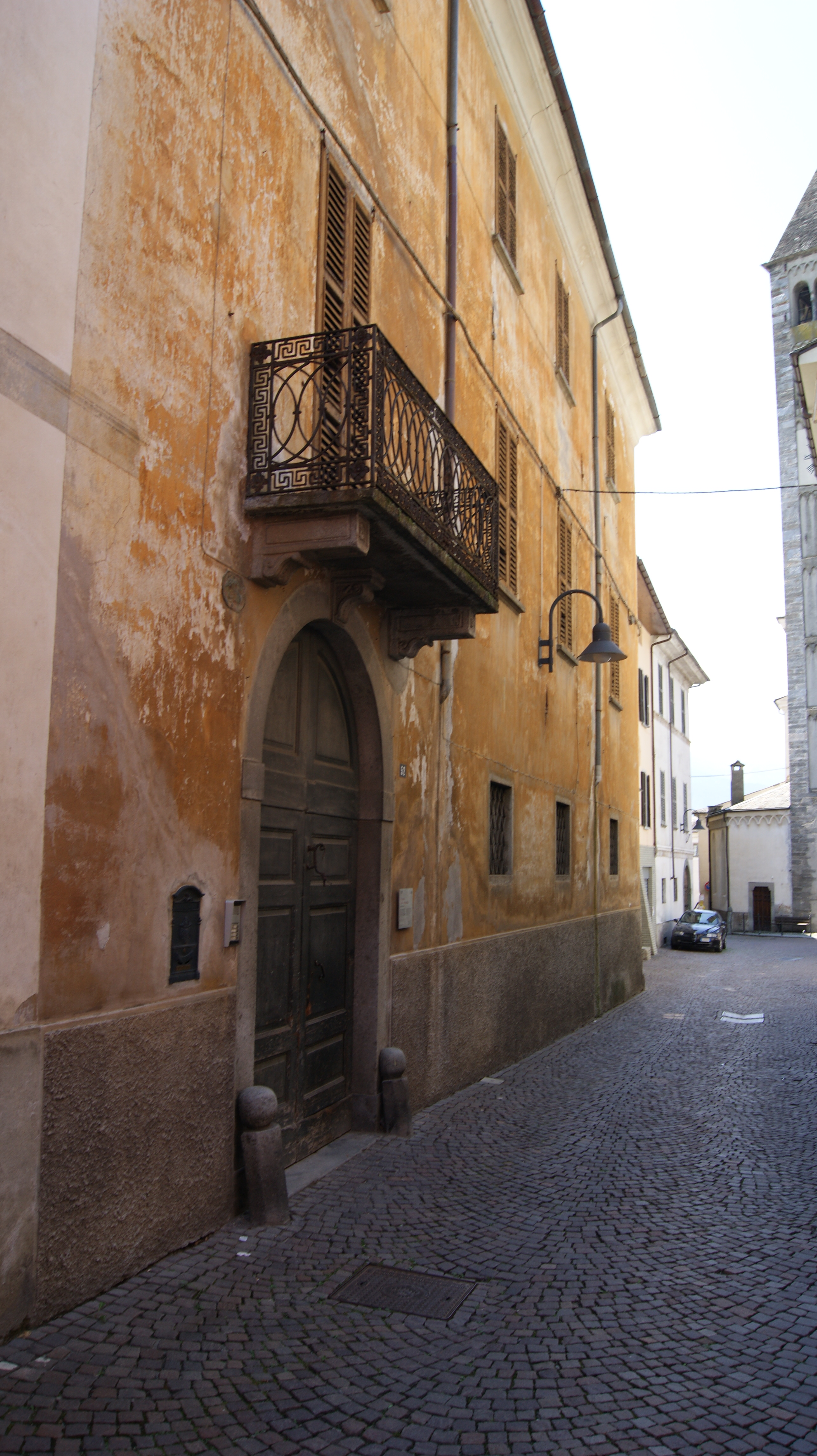
Palazzo Noli Pradelle

Der Palazzo Omodei (Pradella-Noli)  (auch:  Noli-Pradella, Omodei Ciboldi oder Palazzo Omodei ora Pradella-Noli) befindet sich in der Via XX Settembre (Nr. 52). Etwas unterhalb liegt der Palazzo Merizzi und oberhalb der Palazzo Buttafava. Noch etwas weiter unterhalb in der Via XX Settembre in Richtung Kirche San Martino steht der Palazzo Venosta - Quadrio Curzio.
Die Grundstruktur stammt aus dem 16. Jahrhundert. Der Palazzo wurde bis ins 18. Jahrhundert mehrfach umgebaut. Es finden sich im Palazzo zahlreiche Elemente des Spätbarocks, ein Rundbogentor und mit Stein umrahmte Fenster. Der Innenhof hat einen Laubengang und eine Loggia.

## Palazzo Parravicini

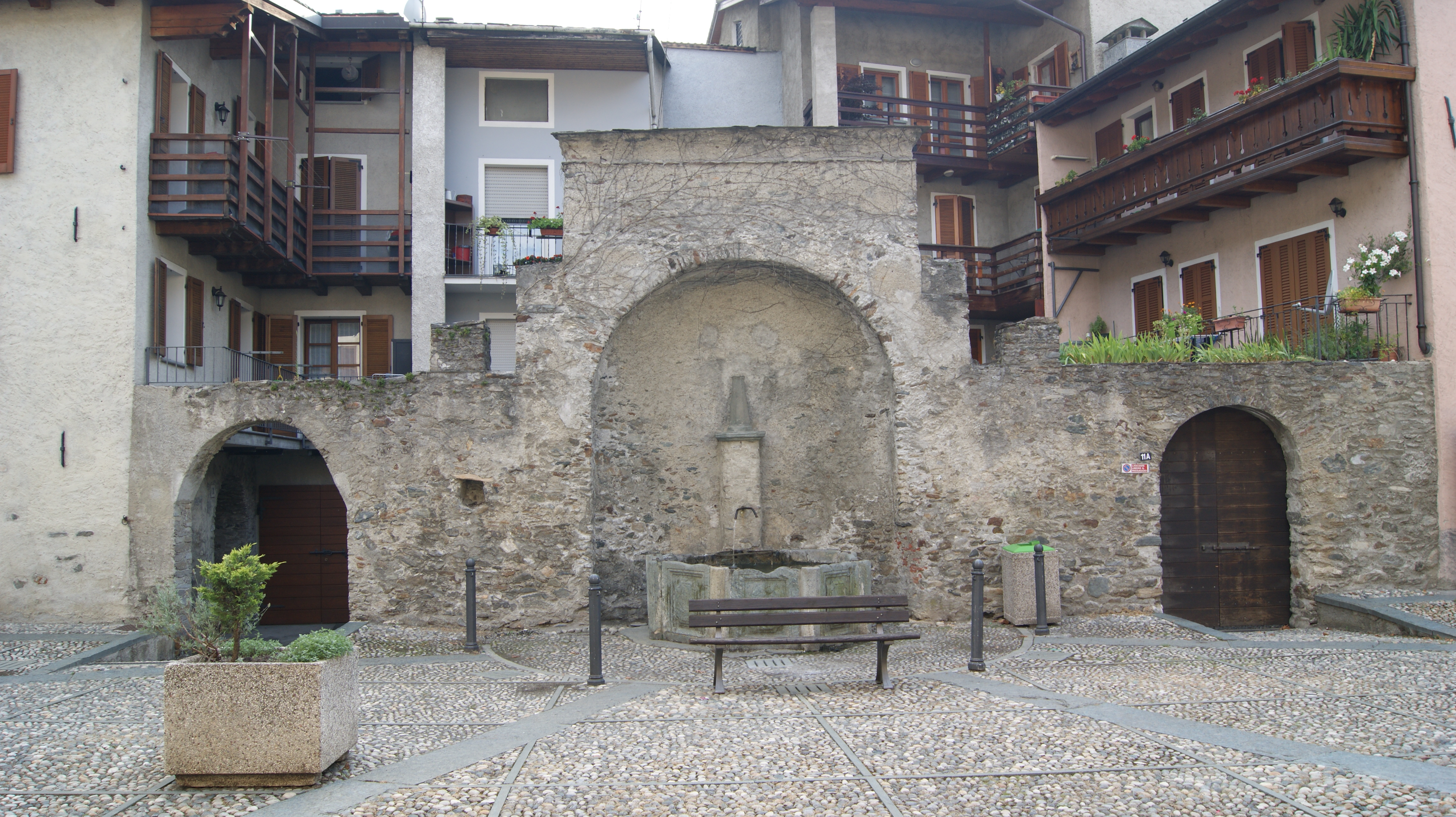
Brunnen am Piazza Paraviccini

Der Palazzo Parravicini befindet sich im historischen Altstadt von Tirano in der gleichnamigen Straße (Via Parravicini). Er steht etwas abseits der anderen Palazzi in der Nähe des Porta Milanese. An der Piazza Parravicini, dem Palazzo gegenüber, wurde die Kirche Mariano Spasmo von der Familie Merizzi bzw. Parravicini (auch: Paravicini oder Paravvicini) 1664 errichtet.
Das Gebäude aus dem 16. Jahrhundert im Renaissancestil besaß eine herrschaftliche Fassade, von der aufgrund des schlechten Erhaltungszustandes nur noch wenig zu erahnen ist. Aufgrund der Aufteilung im Erbwege fehlt es an einer ordnenden Kraft für die Erhaltung und einheitliche Gestaltung. Das Gebäude soll, bevor der Palazzo Marinoni 1812 Sitz der Gemeindeverwaltung wurde, als Versammlungshaus genutzt worden sein.
Die Piazza Parravicini hat mit den umgebenden bäuerlichen Gebäuden, der Kirche und dem Brunnen einen urtümlichen Charme.

## Palazzo del Penitenziere

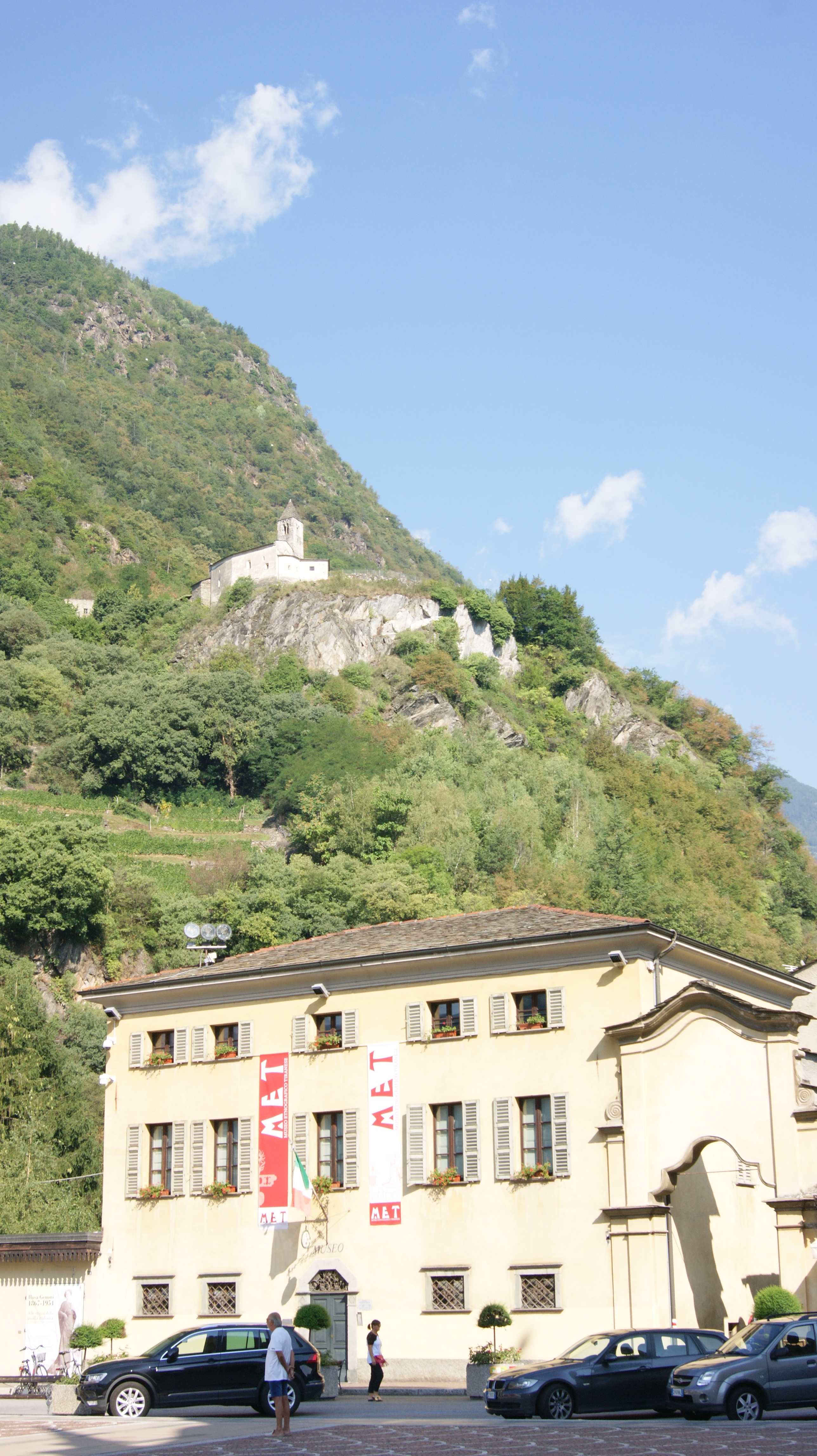
Palazzo del Penitenziere, darüber die Kirche Santa Perpetua

Der Palazzo del Penitenziere (auch: Palazzetto del Penitenziere oder Casa del Penitenziere, dt.: Haus des Pönitenziar) befindet sich an der Piazza della Madonna del Tirano vis-à-vis der Basilika Madonna di Tirano und unterhalb der Kirche Santa Perpetua.
Der rechteckige, dreigeschossige Palazzo wurde um die Mitte des 18. Jahrhunderts gebaut und diente ursprünglich als Wohnsitz des Rektors der benachbarten Basilika. Später wurde das Gebäude für verschiedene Zwecke genutzt, zuletzt auch als Privathaus. Die Struktur des Gebäudes wurde immer wieder verändert. Seit 1990 befindet sich darin das Museo Etnografico Tiranese (1973 gegründet, die Sammlung war von 1973 bis 1990 im Palazzo San Michele). Im Kellergeschoss des Palazzo wurde eine große Weinpresse und eine Presse zur Produktion von Nussöl aufgestellt.

## Palazzo Pievani

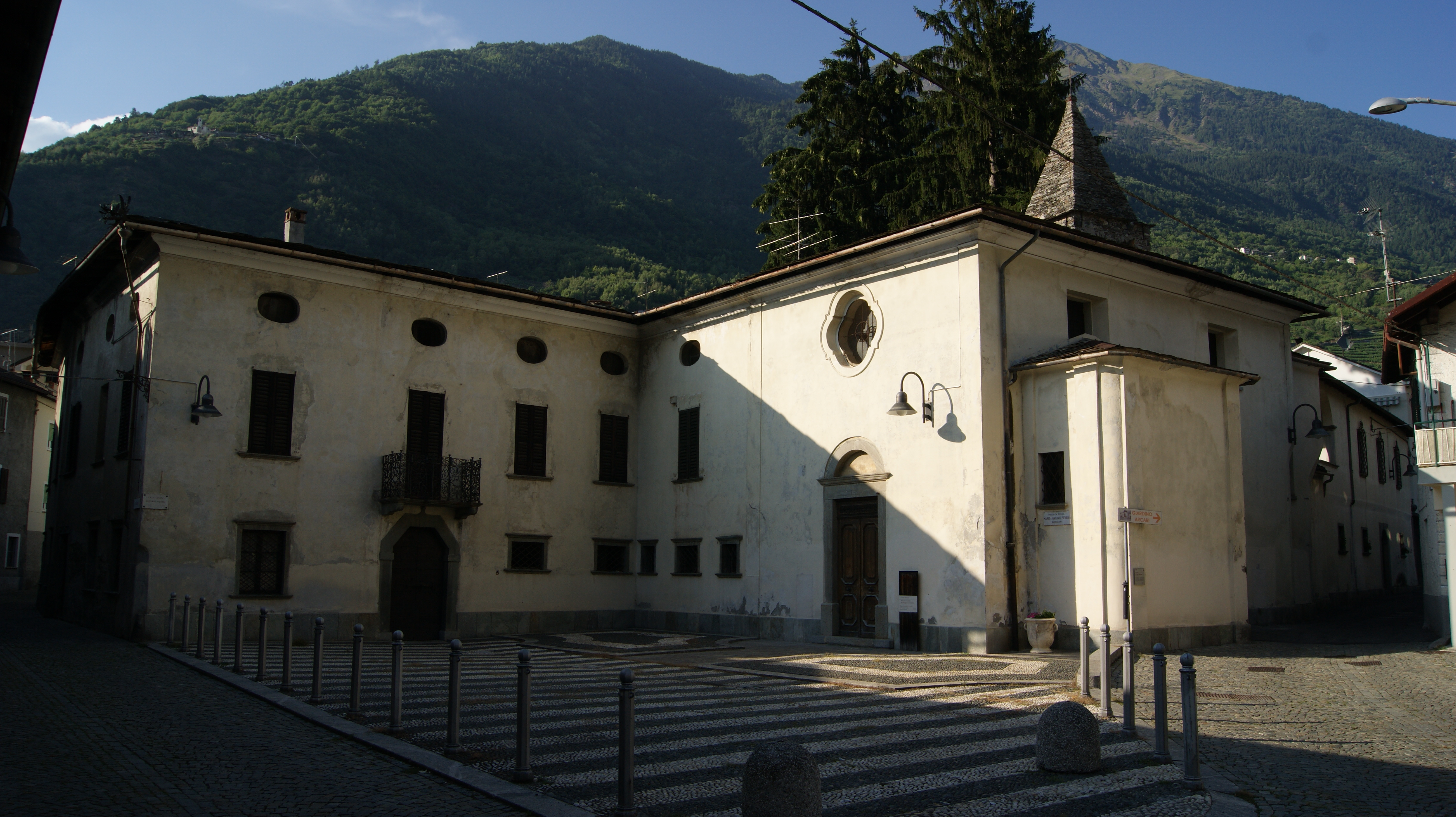
Palazzo Pievani

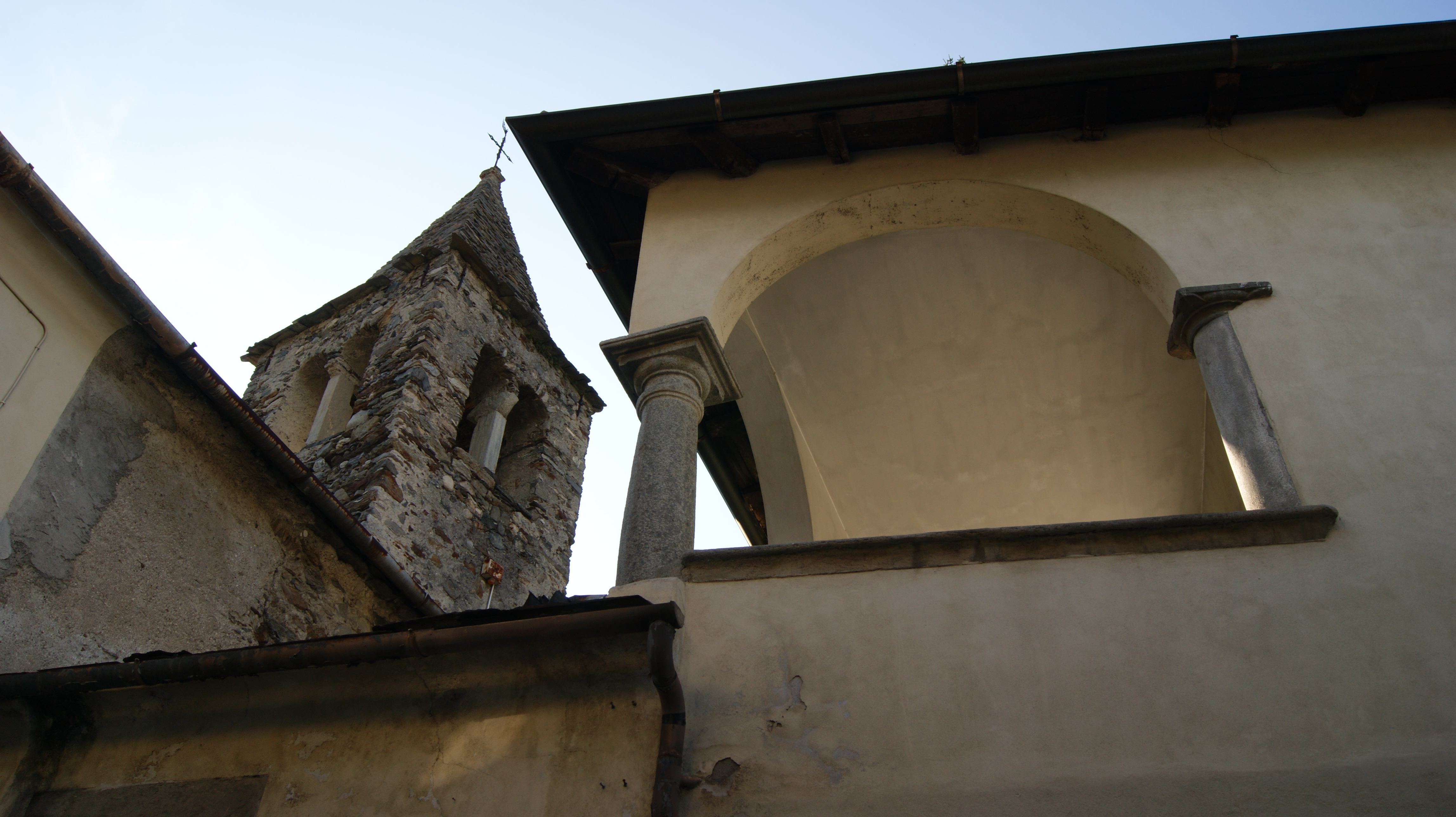

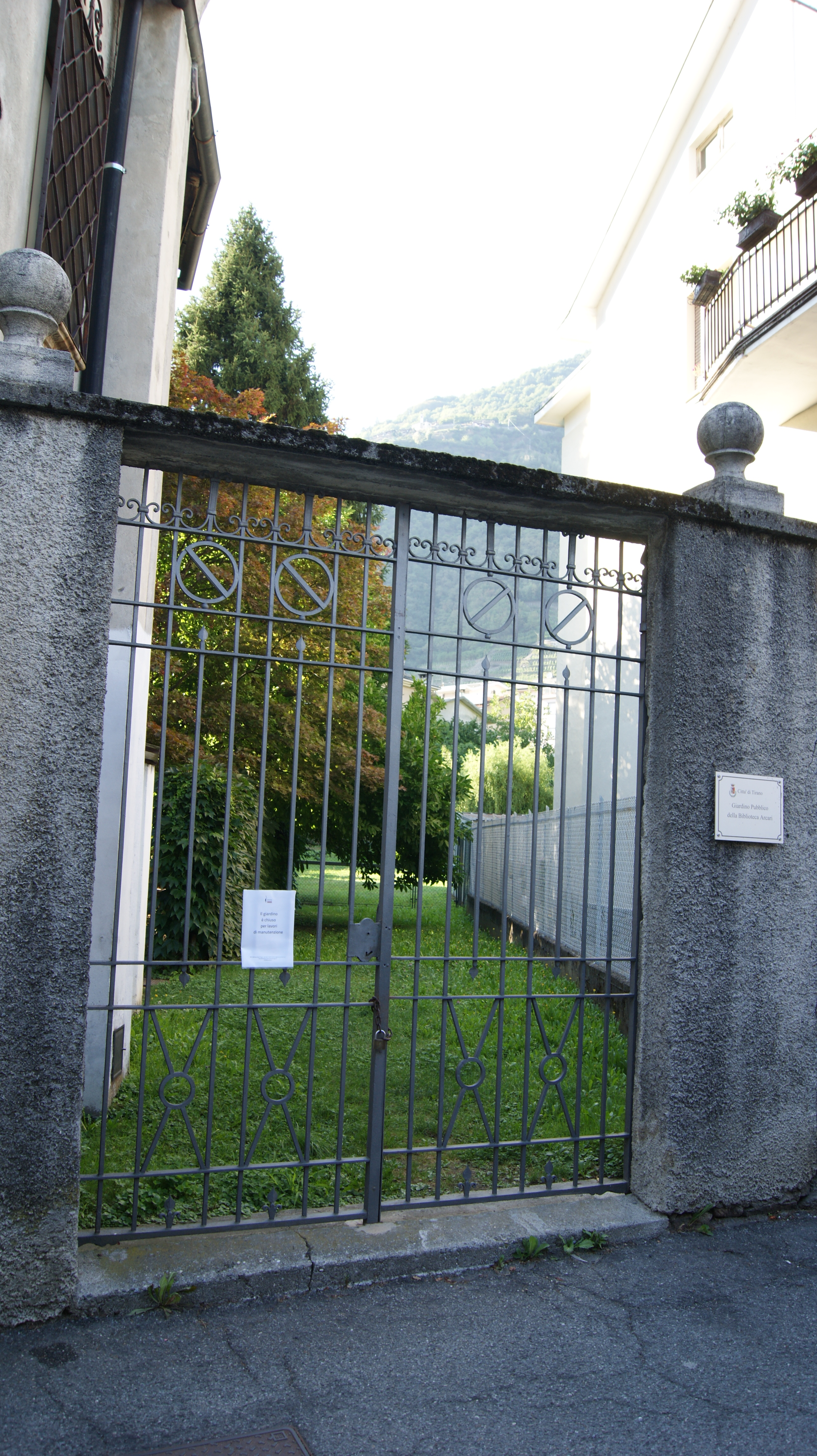
Zugang zum Arcari-Garten

Der Palazzo Pievani (auch: Palazzo Pievani-Arcari oder Palazzo Grana Pievani) mit der angrenzenden, ehemaligen Kirche San Giacomo befindet sich zwischen der Via San Giacomo und der Via Arcari. Nur wenige Meter entfernt findet sich der Palazzo Foppoli. Der Arcari-Garten (ital.: Giardino Arcari)  befindet sich hinter dem Palazzo gelegen, mit einem schmalen Zugang von der Via Arcari. Es ist ein einladender und gepflegter Patriziergarten, der für Lesungen und Meditationen und für verschiedenste kulturelle Veranstaltungen verwendet wird.
Die ursprünglichen hier befindlichen Bauten aus dem 12. Jahrhundert wurden im Mittelalter durch einen vom Monte Masuccio abgegangenen Erdrutsch zerstört. Einzig der noch heute vorhandene Glockenturm der Kirche San Giacomo aus dem 12. Jahrhundert blieb verschont. Während der Bündner Herrschaft (1512–1620 und 1639–1798) wurde der Palazzo und die Kirche 1580 von den damaligen Eigentümern, der Familie Grana, neu erbaut.
Der Hauptteil des Palazzo besteht aus zwei aneinander mit der Längsseite teilweise verbundenen Gebäuden, die auch seit einigen Jahren zwei unterschiedliche Eigentümer haben. Der rechte Teil, mit der Kirche San Giacomo gehört der Stadt Tirano, der linke Teil der Familie Pievani. Die Kirche und dieser Teil des Gebäudes wurde von Maria Pievani, Witwe des Paolo Arcari, an die Stadt Tirano geschenkt, um eine öffentliche Bibliothek, benannt nach ihrem Mann Paolo und der Tochter Paola, einzurichten und zu betreiben. Die Bibliothek "Paolo e Paola Arcari" wurde 1974 eingeweiht und umfasste etwa 30.000 Büchern der Familie Pievani sowie auch alte und seltene Büchern, die aus der Erbschaft von Guido Luigi Pievani stammen. Diese Bibliothek bestand hier bis 1994 und wurde inzwischen verlegt.
Vor dem Palazzo befindet sich die private Piazzetta "Antonio und Mario Pievani" mit einem auffallend schwarz-weiß gemusterten Steinbelag, von dem aus die steingefassten Hauptzugänge zu den beiden Teilen des Palazzo erfolgt. Auf der Traufe des linken Gebäudes zur Via San Giacomo befindet sich ein schmiedeeiserner, drachenförmiger Wasserspeier.
Die Kirche San Giacomo wurde 1591 vom Bischof Feliciano Ninguarda eingeweiht und 1915 profaniert.

## Palazzo Pretorio
Der Palazzo Pretorio aus dem 16. / 17. Jahrhundert war während der Bündner Herrschaft (1512–1620 und 1639–1798) Sitz des Podestà. Er befindet sich in der Nähe des Porta Poschiavina.
Das Gebäude erstreckt sich über drei Etagen. Im Erdgeschoss befinden sich Gewerbeflächen und Fresken im Gewölbe der Eingangshalle. In den oberen Etagen befindet sich das Rathaus von Tirano. 1890 wurde auf den Palazzo eine Sonnenuhr gemalt.
Der Palazzo gehört der Gemeinde Tirano.

## Palazzo Salis

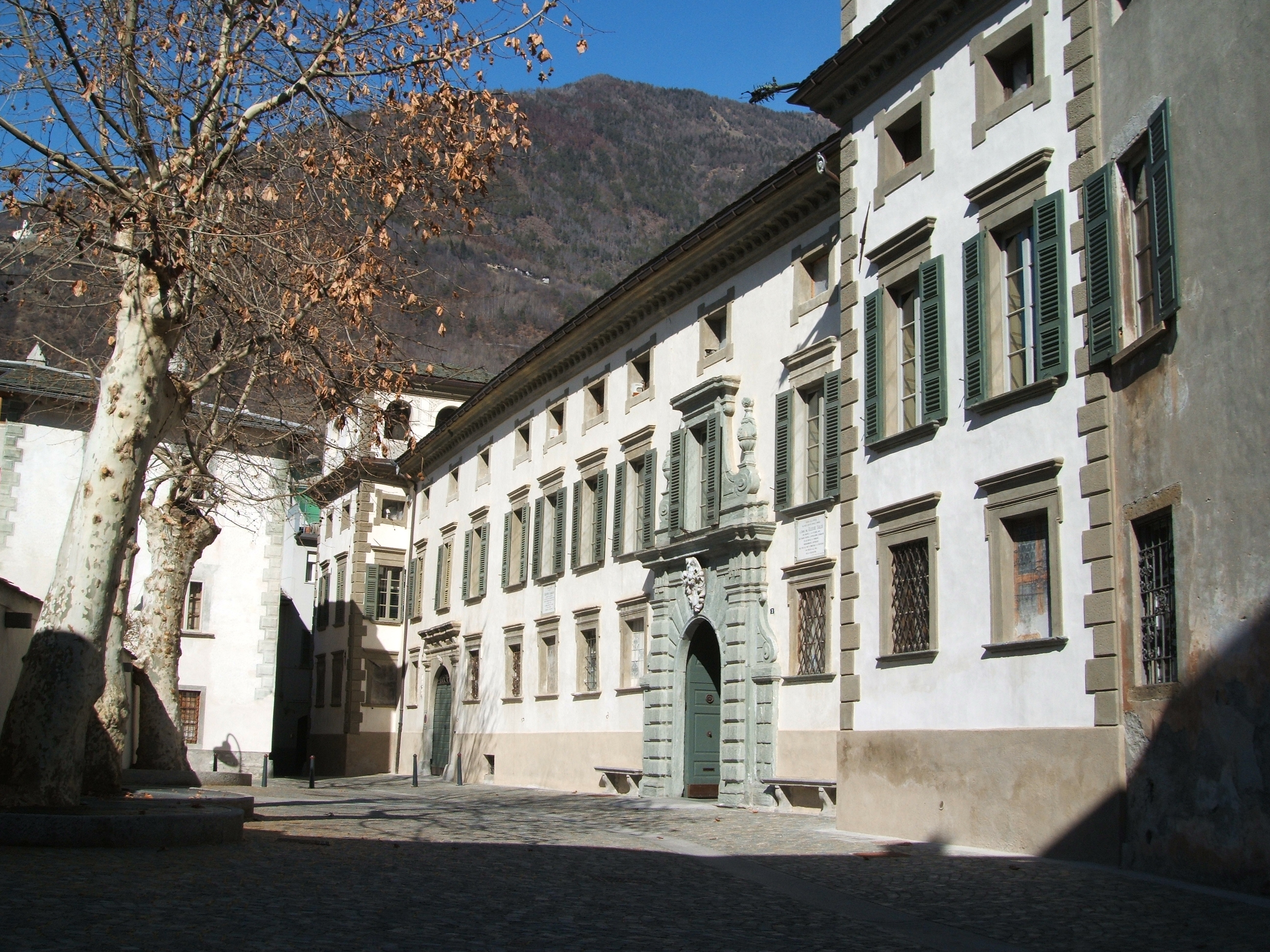
Palazzo Salis

Der Palazzo Salis (auch: Palazzo Sertoli Salis) befindet sich in der Via Salis. In der Nähe, um die Ecke in der Via Ligari finden sich der Palazzo Lambertenghi und der Palazzo Mazza.
Im Palazzo Salis befindet sich das bekannteste Museum dieser Art im Veltlin, mehrere Räume und die Kapelle der insgesamt etwa 40 Räume wurden gut restauriert und sind der Öffentlichkeit zugänglich. Führungen mit elektronischen Guides werden in mehreren Sprachen angeboten.
Der Palazzo befindet sich immer noch im Eigentum der Familie Sertoli Salis.

## Palazzo San Michele
Der Palazzo San Michele befindet sich neben der Basilika Madonna di Tirano an der Via Sondrio (Nr. 15), SS 38, an der Piazza della Basilica.
Der Palazzo San Michele steht im Eigentum der Gemeinde Tirano und war ehemals ein Kloster und wurde im frühen 16. Jahrhundert errichtet. Es wurde als Casa de la Madonna bezeichnet und für Pilger errichtet, die das Heiligtum der Heiligen Jungfrau von Tirano besuchten. Später wurde es Hostaria granda, eine Art Pilgerhotel. Zu Beginn des 20. Jahrhunderts bis 1960 wurde der Palazzo als Kaserne der Guardia di Finanza verwendet. In den 1970er Jahren wurden zwei Flügel des Gebäudes zerstört. 1973 bis 1990 befand sich das Museo Etnografico Tiranese in diesem Palazzo, bevor es in den Palazzo del Penitenziere auf der anderen Seite des Kirchplatzes übersiedelte. 1983 wurde das Gebäude umfassend renoviert.
Das Gebäude verfügt über einen Säulengang an zwei Seiten und eine Loggia auf zwei Etagen mit grünen Steinsäulen und Rundbögen, großen Salons und Keller. Heute haben einige soziale Dienste hier den Sitz.

## Palazzo Torelli
Der Palazzo Torelli befindet sich an der Ecke Via Sant'Agostino (Nr. 19) zur Via Torelli in der Altstadt von Tirano. Am südlichen Ende der Via Torelli befindet sich der Torre Torelli.
Der Palazzo gehört ursprünglich der Familie Misasi, die ihn erbauen ließ und stammt aus der Zeit des Barock. Der Palazzo ging dann in das Eigentum der Familie Torelli über. Im Palazzo wurde Luigi Torelli (1810–1887) geboren und er lebte hier (an der Fassade des Palazzo befindet sich eine Erinnerungstafel an Luigi Torelli).
Das Gebäude wird heute vom Barockportal mit Balkon dominiert. Von der, von Antonio Caimi anlässlich des Besuchs des hl. Karl Borromäus in Tirano (1580) bemalten Fassade ist fast keine Spur geblieben. Die Innenräume sind mit Plätzen und Szenen vermutlich von Giovan Battista Muttoni mit Fresken bemalt.

## Palazzo Venosta - Quadrio Curzio

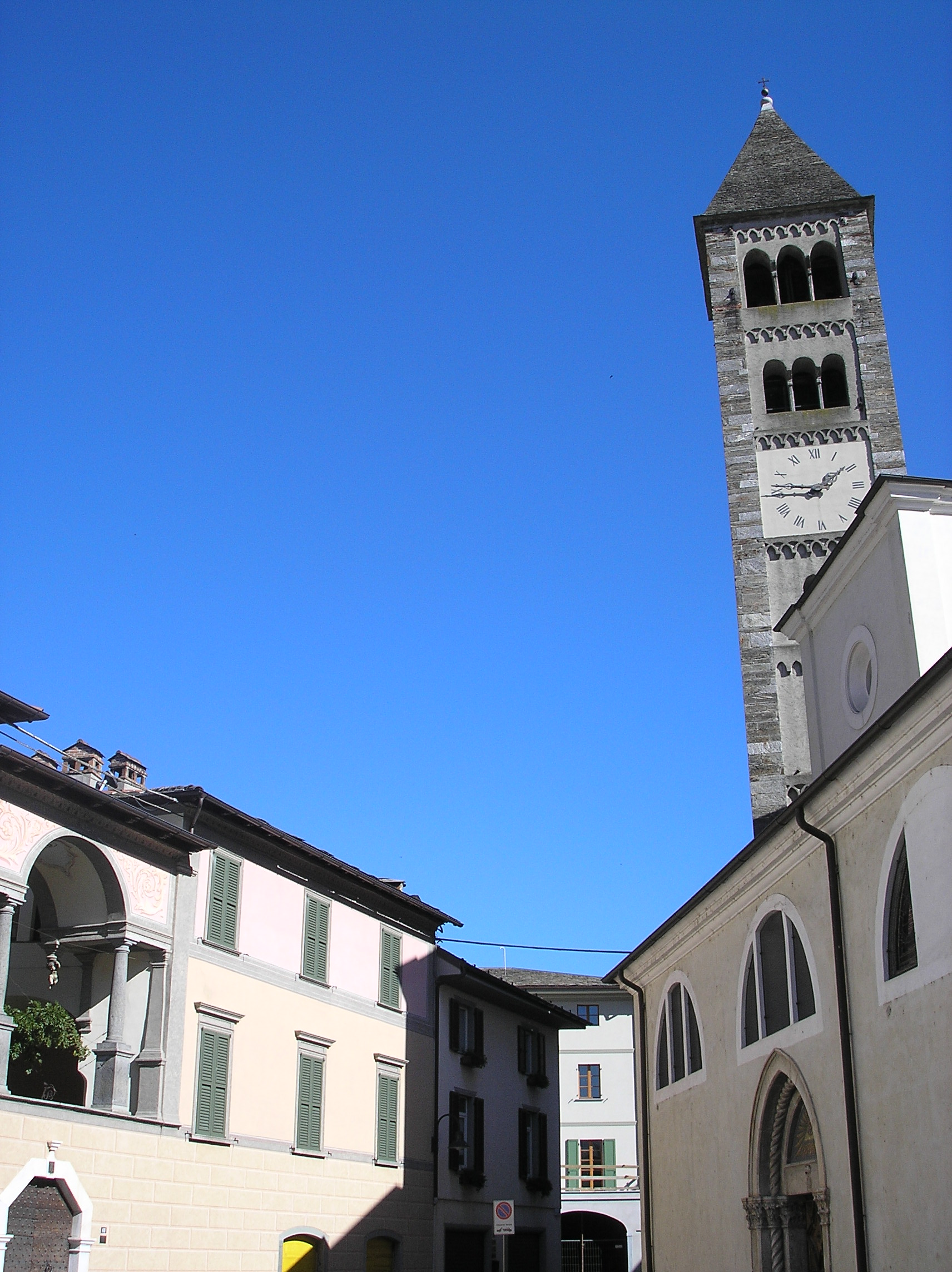
Pfarrkirche San Martino (Tirano) (rechts) und Palazzo Venosta - Quadrio Curzio (links)

Der Palazzo Venosta – Quadrio Curzio (auch: Palazzo Venosta ora Quadrio Curzio oder Palazzo Quadrio-Curzio) befindet sich in der Via XX Settembre in der Altstadt von Tirano. Dem Palazzo gegenüber liegt die Kirche San Martino.
Der aus der Renaissance stammende Palazzo zeigt den Reichtum der alten Familien in Tirano bis heute deutlich. Der Palazzo wurde im 18. Jahrhundert in die heutige Form umgebaut. Dominierend ist die Fassade mit dem Venezianischen Fenster (Serliana) unter welchem sich das Hauptportal befindet.

## Palazzo Visconti Venosta

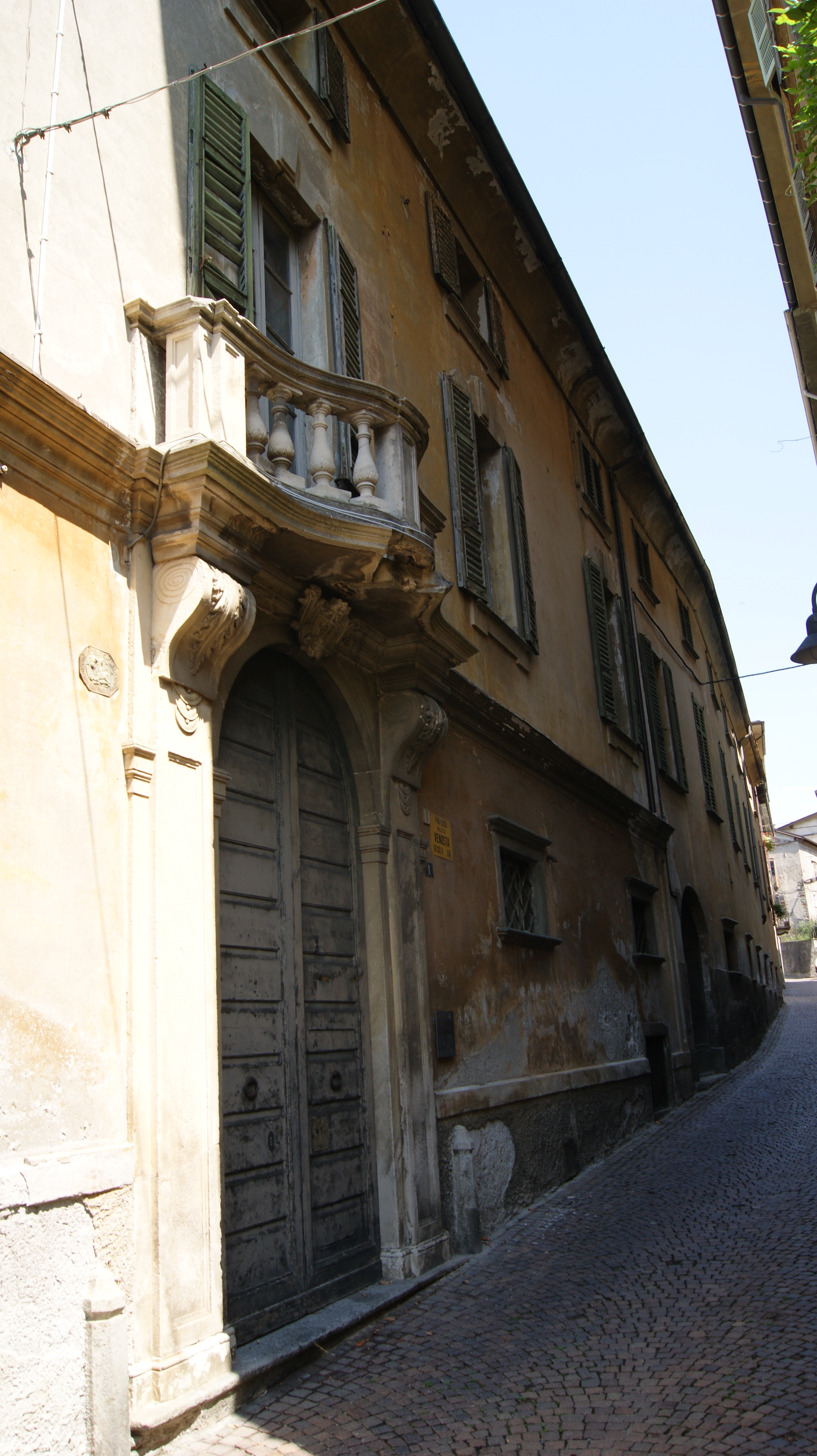
Palazzo Visconti Venosta

Der Palazzo Visconti Venosta befindet sich in der Via Visconti Venosta, vis-à-vis des Palazzo Buttafava und des Palazzo Andres.
Der Palazzo gehört seit etwa Mitte des 18. Jahrhunderts der Familie Venosta, die ihn in die bis heute erhaltene Form umgestaltete. Das barocke Eingangsportal und die Treppe sind erwähnenswert.
In der ersten Hälfte des 19. Jahrhunderts verbrachten die Brüder Emilio Visconti-Venosta (1829–1914, fünfmal Außenminister des Königreichs Italien von 1863 bis 1901) und Giovanni Visconti-Venosta (1831–1906, italienischer Schriftsteller und Politiker) hier einen Teil ihrer Jugend. Giovanni Visconti-Venosta war u. a. Autor der Ballade von Prode Anselmo, die im Palazzo komponiert wurde.

## Torre Torelli

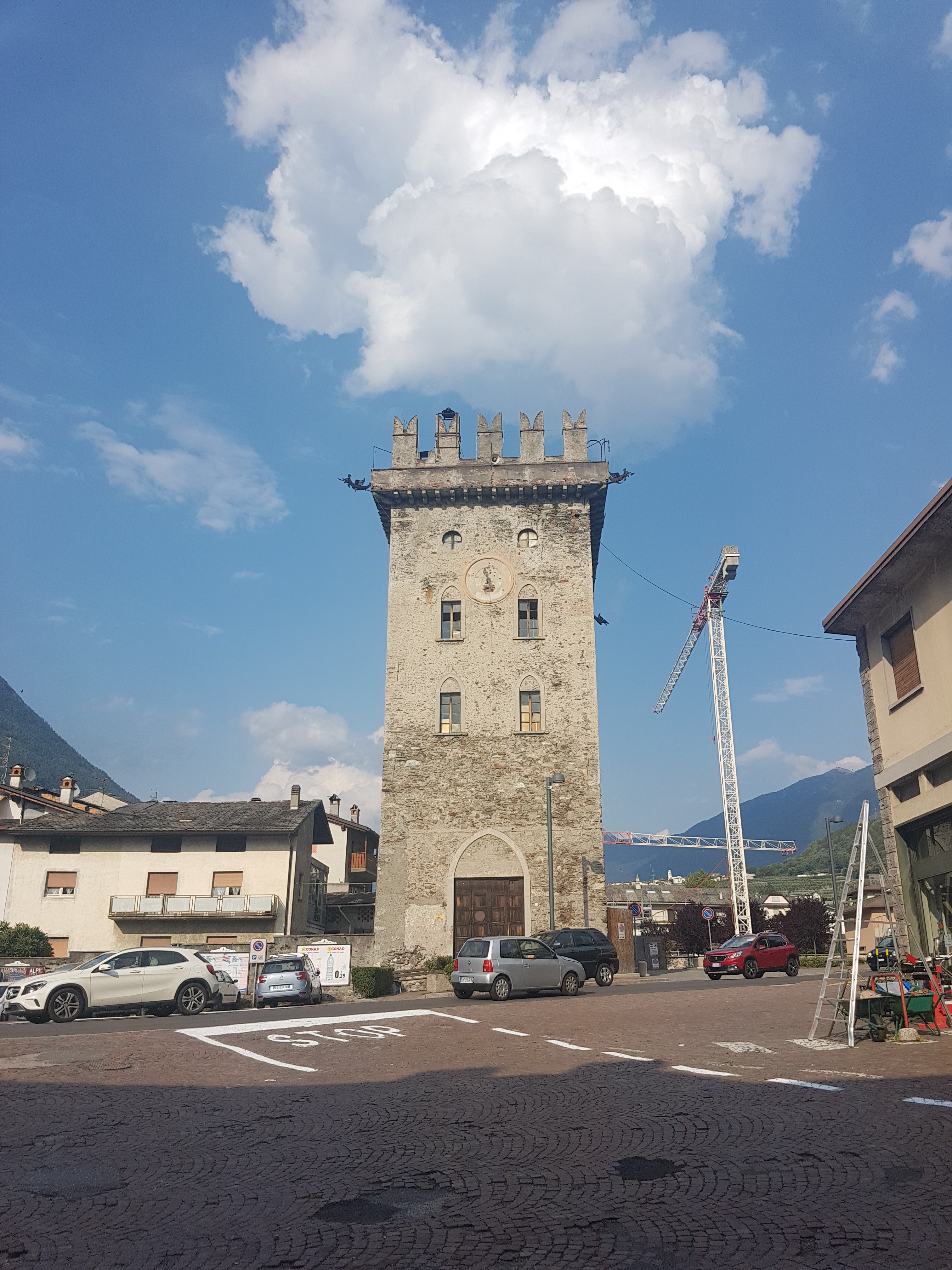
Torre Torelli

Die Torre Torelli in der Via della Repubblica ist kein historischer Wehrbau und kein Teil der Stadtbefestigung. Es handelt sich dabei um ein Gebäude, mit dem um 1810 Luigi Torelli seinen politischen Herrschaftsanspruch in Tirano sichtbar machen wollte. Dieser im Stil des Historismus (neogotischer Stil in der Epoche der Romantik) gehaltene fünfgeschossige Turm ist mit Wehrgangkranz und Schwalbenschwanz-Zinnen (Merlatura) versehen, jedoch ohne jede militärisch-strategische Bedeutung.
Der Turm soll als Zuchtgebäude für Seidenraupen verwendet worden sein.